# پاشالی ترتی
پاشالی ترتی (به لاتین: Pashaly Treti) یک منطقه مسکونی در جمهوری آذربایجان است که در شهرستان حاجی‌قبول واقع شده است.